# Requiem (Saint-Saëns)
Het Requiem opus 54 van Camille Saint-Saëns is een compositie voor orkest, koor en solisten. Het werk werd gecomponeerd in april 1878. Saint-Saens koppelt de Introïtus aan het Kyrie in één koorcompositie, maar vers 5 (Exaudi orationem meam) komt daar niet voor, wel in het Requiem van Mozart.